# من یک حس عاشقانه می‌خوام
من یک حس عاشقانه می‌خوام (انگلیسی: I Need Romance) یک مجموعهٔ کمدی ساختهٔ کره جنوبی با درخشش چو یئو جئونگ، چوی یئو جین و چوی جین هایوک است.

## خلاصه
خنده‌دار، عاشقانه، و فقط کمی هیجان‌انگیز، من یک حس عاشقانه می‌خوام ماجراجویی‌های سکس و سیتی مانند سه دوست صمیمی، سی و چند ساله را دنبال می‌کند که به دنبال عشق در سئول امروزی هستند.